# Nomindra arenaria
Nomindra arenaria là một loài nhện trong họ Gnaphosidae.
Loài này thuộc chi Nomindra. Nomindra arenaria được Norman I. Platnick & Barbara Baehr miêu tả năm 2006.